# ريتشارد سينيه
ريتشارد سينيت (بالإنجليزية: Richard Seenet) كاتب ومؤرخ وعالم اجتماع، يعد أحد رواد علم الاجتماع وهو متنبئ صاحب نبوئة حول الولايات المتحدة والتي تقول ( أمريكا غدت بلد في طور الانحطاط ).

## وصلات خارجية
- ريتشارد سينيه على موقع مونزينجر (الألمانية)